# Rudis
Il rudis era un'arma bianca da esercitazione usata dai Romani. Era una spada di legno, presumibilmente simile al gladius, utilizzata per i combattimenti incruenti sia dai legionari che dai gladiatori che si addestravano nell'arena delle loro scuole.

## Storia
Polibio e Tito Livio scrivono che del rudis, nel III secolo a.C., si servivano per addestrarsi i soldati di Scipione l'Africano in Africa. Anche Vegezio si riferisce al rudis chiamandolo clava.
Se i gladiatori avevano ben combattuto nel circo dopo qualche tempo veniva loro concesso il congedo o dal sopraintendente ai giochi (munera) o dal maestro della scuola che consegnavano loro il rudis: una ricompensa simbolica che implicava la concessione della libertà a quelli che avevano scelto volontariamente di combattere nell'arena e che venivano quindi nominati rudiarii.
Alcuni autori ipotizzano che il rudis potesse essere anche il bastone maneggiato dagli arbitri nell'arena.